# Ильяс ибн Асад
Ильяс ибн Асад — Саманидский правитель Герата, один из 4 сыновей Асада ибн Самана.
В 819 году Ильяс получил власть над городом Герат от губернатора Хорасана Гассана ибн Аббада подчинявшегося халифу Абдуллах аль-Мамуну в награду за его поддержку борьбы против мятежника Рафи ибн Лейса. В отличие от трех других своих братьев, Ильясу не дали города в Мавераннахре. Когда он умер в 856 году, контроль над Гератом перешел к его сыну Ибрахиму.